# Tmetonyx stephenseni
Tmetonyx stephenseni is een vlokreeftensoort uit de familie van de Uristidae. De wetenschappelijke naam van de soort is voor het eerst geldig gepubliceerd in 1935 door Chevreux.